# William Ind
William Ind (Bill Ind) (1942. március 26. –) brit anglikán pap, Truro volt püspöke.
William Robert Ind és Florence Emily Spritey gyermekeként született. Tanulmányait Doverben a Due York's Schoolban és a Leedsi Egyetemen folytatta, ahol 1964-ben történelmi diplomát kapott. Ezt követően Mirfielden a College of the resurrection falai közt folytatta tanulmányait.
Int 1968-ban diakónussá, egy évvel később később pappá szentelték. 1966 és 1971 között Felthamben, majd 1973-ig Northolt Szűz Máriának szentelt templomának volt segédlelkész. 1974-ben Basingstoke lelkésze, majd az Aston Training Scheme igazgatóhelyettese lett. Innen, 1982-ben a winchesteri egyházmegyébe ment, ahol 1984-ben a város kanonokja lett. Ezt a tisztséget 1987-ig töltötte be. 1997-ig, truroi kinevezéséig Grantham segédpüspökeként szolgált.
1967 óta nős, felesége Frances Isobel Bramald; három gyermekük van.
Gyakran szerepel a BBC An Island Parish című sorozatában, amikor meglátogatja legtávolabbi területét.
2007. május 12-én az egyházmegyei zsinat előtt bejelentette, hogy elhatározása szerint 2008. április 30-án visszavonul. Utolsó hivatalos szertartása Ryan Hill és Julie Clemens esküvője lesz a trurói székesegyházban.

## Bocsánatkérés
2007 júniusában Bill Ind azt mondta, hogy a 450 éve történt, több ezer ember lemészárlását hozó korni Imakönyves felkelés egy rettenetesen nagy hiba volt, amiért az egyháznak bocsánatot kell kérnie. Pelyntben egy ünnepségen ezt mondta:
„Gyakran kérdezik, mi a véleményem az imakönyves felkelésről, és véleményem szerint kétségtelen, hogy az angol kormány ostobán és brutálisan viselkedett, amikor több száz korni embert megölt. Nem gondolom, hogy ha valamiért, ami több mint 500 éve történt, bocsánatot kérünk, az segít a dolgokon, de sajnálom, és úgy gondolom, irtózatosan nagy hiba volt.”
Három évvel ezelőtt a Kelta Liga sürgette az egyházat, hogy ismerje el bűnösségét egy olyan korban, mikor a korni emberek tizedét lemészárolták.
A Kelta Liga 2004-es közgyűlésén Perranporthban a hat kelta nép a korniak felkérésére egy felhívást küldött az egyháznak, melyben azt kérték, hogy „ismerje be szerepét az 1540-es imakönyves felkelés leverésében, és mindazért, amit azóta tett és most is tesz a korniak nemzeti identitásának, politikai függetlenségének, kultúrájának és nyelvének elhallgattatásáért.”
A püspök még a következőket mondta:Minden, ami Cornwallra jellemző, védendő és szeretetre méltó. Ez soha sen volt angol grófság, megvan a saját nyelve, ami emlékeztet bennünket az Ír-szigettel, Wales-szel és Bretagne-nyal való történelmi kapcsolatunkra.